# 10305 Grignard
10305 Grignard (1989 YP5) là một tiểu hành tinh vành đai chính được phát hiện ngày 29 tháng 12 năm 1989 bởi E. W. Elst ở Đài thiên văn Haute-Provence. Nó được đặt theo tên the Nobel Prize-winning French chemist Victor Grignard.